# Arkady Rylov
Arkady Alexandrovich Rylov (em russo:  Аркадий Александрович Рылов; 20 de Janeiro de 1870– 22 de junho de  1939) foi um pintor russo.

## Biografia
Rylov nasceu na aldeia de Istobensk, em Vyatka Província do Império Russo (atual Kirov de Kaliningrado, Rússia). Ele mudou-se para São Petersburgo e estudou no Desenho Técnico na Escola de Barão Schtiglitz (1888-1891), depois na Academia Imperial de belas Artes em Arkhip Kuindzhi (1894-1897).

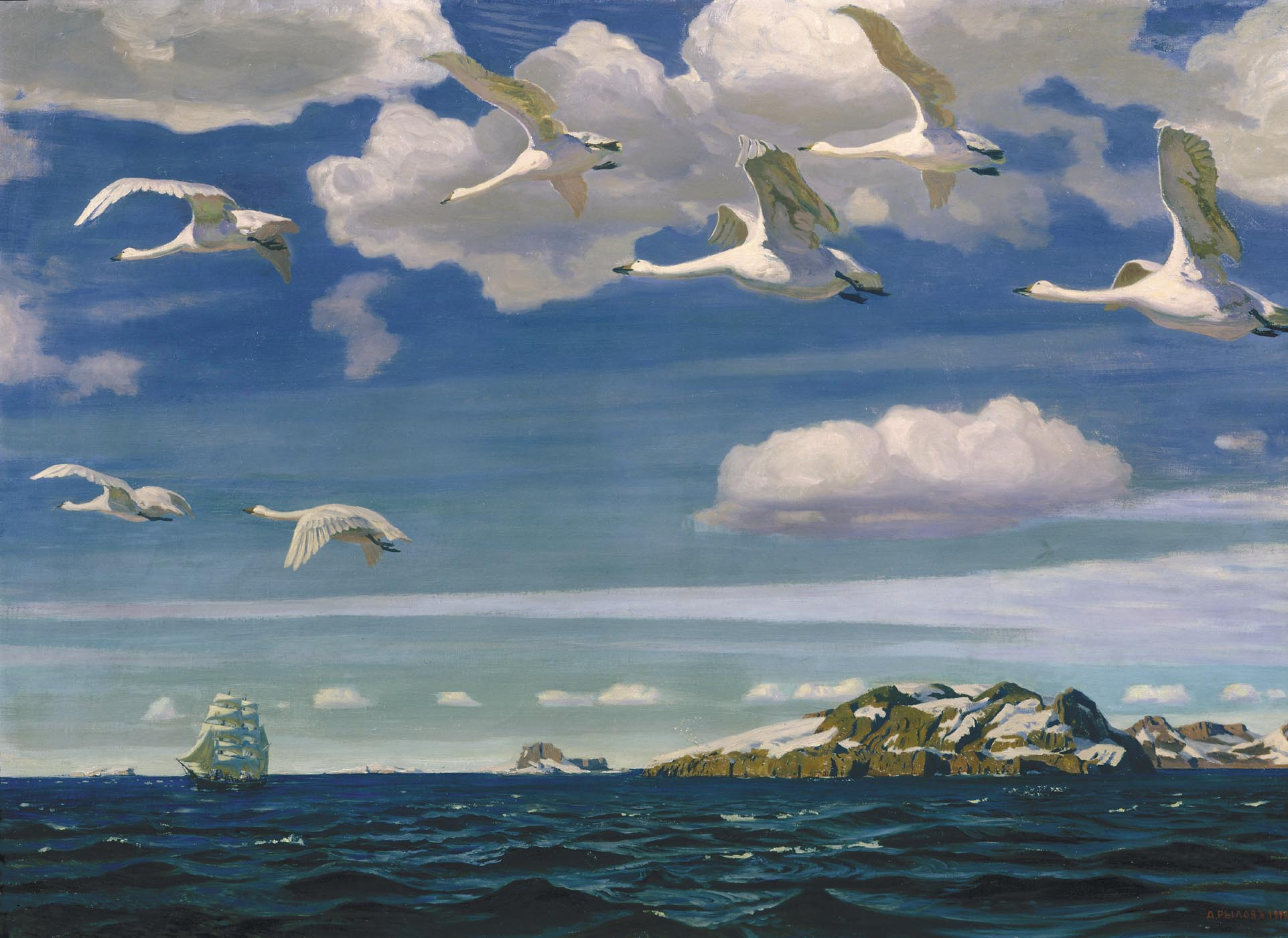
Na Extensão do Azul, 1918

Rylov foi membro do movimento Mir Iskusstva  e da União de Artistas russos, e também membro da Associação dos Artistas da Rússia Revolucionária. Ele foi presidente da Sociedade Kuindzhi.
Ele começou como pintor histórico (seu trabalho de graduação na Academia Imperial de belas Artes, foi o Assalto de Pechenegues em uma Aldeia Eslava), mas tornou-se, predominantemente, pintor de paisagens, apesar de muitas de suas pinturas têm algumas alusões com história russa.
Muitas de suas paisagens pintadas após a Revolução de outubro foram vistos como símbolos de  liberdade. Naquela época, ele também pintou obras do Realismo Socialista como Lenin em Razliv. Ele foi professor na Academia de Artes. Em seu estúdio, ele criou o que quase poderia ser descrito como uma pequena reserva natural, com esquilos, coelhos, um macaco chamado Manka, muitas aves selvagens (sem gaiolas) e dois formigueiros.

## Trabalhos de destaque
As mais famosas obras de Rylov são o The Green Noise 1904 e Na Extensão Azul de 1918 mostrando gansos selvagens voando no céu sobre o mar, com um navio a vela na parte inferior.